# Bandera de Sajonia-Anhalt

La bandera del Estado de Sajonia-Anhalt (Landesdienstflagge) es la misma que la bandera civil (Landesflagge) con el escudo del Estado centrado; adoptada el 30 de enero de 1991; proporción 3:5.

La bandera de Sajonia-Anhalt tiene dos variantes mayores. La bandera civil es una bicolor amarilla y negra en los colores tradicionales de la Provincia prusiana de Sajonia, excepto que los colores están invertidos respecto de la bandera histórica. Desde 1953, el estado federado alemán de Baden-Wurtemberg ha estado utilizando una bandera bicolor de negro sobre amarillo. La bandera del Estado es para uso oficial por el gobierno del Estado de Sajonia-Anhalt. Es la misma bandera bicolor de amarillo sobre negro excepto que sostiene el escudo del Estado en el centro de la misma.

## Historia
En 1947, el estado de Sajonia-Anhalt fue creado en la Alemania Oriental. Adoptó una bandera similar a la bandera de Baden-Wurtemberg. En 1952, los diferentes estados fueron disueltos durante reformas en la Alemania Oriental. Después de la caída del Muro de Berlín, Sajonia-Anhalt fue restablecido como estado federado en octubre de 1990. Para diferenciar su bandera de la de Baden-Wurtemberg, la bandera de Sajonia-Anhalt fue establecida el 29 de enero de 1990 como amarilla sobre negro en su diseño. Esto fue después consagrado en la Constitución del Estado el 17 de julio de 1992, en donde el Artículo 1 trata sobre los símbolos del Estado.